# Приват
«Приват» — крупнейшая украинская финансово-промышленная группа. Собственниками группы «Приват» являются Геннадий Боголюбов, Игорь Коломойский и Алексей Мартынов. Боголюбов занимается банковской стороной бизнеса, а Коломойский — металлургическими предприятиями. В группу «Приват» напрямую или опосредованно входит более 100 предприятий на Украине и в мире.

## История
В 1990 году выпускники днепропетровских вузов, Геннадий Боголюбов, Игорь Коломойский и Алексей Мартынов, создали первый совместный бизнес: Боголюбов и Коломойский закупали оргтехнику в Москве, а Мартынов занимался её сбытом в Днепропетровске. После распада СССР друзья вернулись в Днепропетровск и занялись импортом различных товаров — от кроссовок и спортивных костюмов до телефонов. На этом этапе у них появился четвёртый партнёр, сын крупного советского предпринимателя Леонид Милославский. Каждому из партнёров принадлежало по 25 % в общем бизнесе.
Чтобы оплачивать импортные товары, партнёры наладили экспорт металлопродукции, этим занимался Коломойский. Вскоре они осознали, что торговать металлом выгоднее, а затем начали заниматься импортом нефтепродуктов и начали скупать объекты для их хранения и транспортировки. Также они занялись ферросплавным направлением: группа поставляла топливо на Покровский (Орджоникидзевкий) ГОК, получая взамен марганцевую руду и отправляя её на экспорт; за это направление отвечал Мартынов.
В 1992 году бывший руководитель днепропетровского комсомола Сергей Тигипко предложил Милославскому создать банк. Коломойский изначально воспротивился этой идее, но в итоге согласился. В марте 1992 года четыре компании — ООО «Вист», ООО «Сентоза», ООО «Сом» и ЗАО «Приват-интертрейдинг» — создали ЗАО КБ «Приватбанк». Тигипко стал председателем правления, а Милославский возглавил наблюдательный совет. В отличие от госбанков, «Приват» охотно обслуживал частных предпринимателей. Ключевым звеном в бизнесе группы «Приватбанк» стал в 1995‑м, включившись в ваучерную приватизацию.
Аккумулировав 1,2 млн сертификатов (2,3 % от их общего количества), банк стал приобретать пакеты акций металлургических предприятий. Первым предприятием, чьи акции «Приват» получил в обмен на сертификаты, стал Днепропетровский метизный завод. С помощью ваучеров «Приват» вошёл в капитал и установил операционный контроль над Никопольским заводом ферросплавов, Покровским (Орджоникидзевским) и Марганецким ГОКами.
Геннадий Боголюбов позже признавал, что «Привату» приходилось договариваться с губернатором Днепропетровской области Павлом Лазаренко. Так, в 1996 году на его водителя, Леонида Гадяцкого, было переписано 16,7 % ключевой компании «Привата» — «Сентоза Лтд», 14 % акций фирмы «Солм», владевшей третью «Приватбанка», и как минимум 1 % «Приват‑интертрейдинга».
В 1997 году уже ставший премьер‑министром Лазаренко был отправлен в отставку, а Милославский умер от сердечного приступа на отдыхе в Австрии. Долю Милославского унаследовала его дочь Марианна, которая только заканчивала школу.
В 1999—2003 годах структуры «Привата» скупили на открытом рынке около 40 % акций «Укрнафты», контрольный пакет оставался у правительства. Благодаря знакомству Коломойского с братьями Григорием и Игорем Суркисами и Виктором Медведчуком, председатель правления компании был смещён и заменён ставленником Коломойского.
В 2000 году при помощи Геннадия Корбана «Приват» смог установить контроль над коксохимическим заводом имени Калинина, владелец которого не шёл на сотрудничество с группой. Корбан, чья компания вела реестр акционеров коксохима, через суды аннулировал сделки, позволившие его владельцу собрать контрольный пакет акций.
В конце 1990‑х Игорь Коломойский и Виктор Пинчук, владевшие крупными пакетами акций НЗФ, Покровского (Орджоникидзевского) ГОКа и МГОКа, договорились о совместной работе на ферросплавном рынке, но вскоре рассорились. В 2003 году Пинчук приобрёл контрольный пакет НЗФ в ходе торгов, до которых никого больше не допустили. После смены власти, в 2006 году, Пинчук уступил контроль над НЗФ и получил взамен 25 % в ферросплавном бизнесе «Привата».
В конце 2007 года Коломойский продал компании «Евраз» контрольные пакеты акций шести металлургических предприятий. «Приват» получил в качестве оплаты 1 млрд долларов и 9,72 % акций «Евраза». Однако через два года Боголюбова вывели из состава совета директоров «Евраза».

## Активы

### Металлургия
«Приват-интертрейдинг» контролирует Покровский, Марганецкий, Южный (вместе с российской «Смарт-Групп») горно-обогатительные комбинаты. В металлургии контролирует Днепропетровский металлургический завод им. Коминтерна, Днепропетровский металлургический комбинат им. Петровского, Никопольский ферросплавный завод, Стахановский ферросплавный завод, Запорожский ферросплавный завод Архивная копия от 8 апреля 2022 на Wayback Machine и российский Алапаевский металлургический завод.
В конце 2007 года «Приват» завершил сделку по продаже российской группе «Евраз» своих металлургических активов: горно-обогатительного комбината «Сухая балка», Днепропетровского металлургического завода имени Петровского и трёх коксохимов (Днепродзержинский коксохимический завод, «Баглейкокс», «Днепрококс»).

### Топливная промышленность
Коломойский является крупным акционером «Укрнафты» (42 % акций в 2008 году). В конце декабря 2007 года «Приват» приобрёл 12,62 % акций британской нефтегазодобывающей компании JKX Oil & Gas, около 80 % нефтегазовых активов которой расположены на Украине.

### Машиностроение
В машиностроении «Приват» контролирует Одесский машиностроительный завод «Красная гвардия» и ОАО «Одессасельмаш».

### Медиа
В 2007 году «Приват» за 110 млн долларов приобрёл 3 % акций компании Central European Media Enterprises Ltd, которая контролирует телеканал «1+1». По состоянию на 2008 год, Боголюбов был партнёром Ложкина, который вёл такие совместные проекты как журнал «Фокус» и «Комсомольская правда».
Коломойский, по состоянию на 2008 год, был партнёром Третьякова в «Главреде», которому принадлежит УНИАН, «Профиль» и ряд других изданий.

### Авиация
В авиации «Приват» владеет авиакомпаниями Международные авиалинии Украины, Днеправиа, Windrose.

### Финансы
Группа владела банками «Приватбанк» и «Москомприватбанк» (Россия). 28 апреля 2014 года российский Бинбанк завершил покупку «дочки» Приватбанка «Москомприватбанк». 18 декабря 2016 Кабинет министров Украины принял решение о переходе ПАО «Приватбанк» в стопроцентную государственную собственность.

## Влияние на политику
Как писал Forbes, Милославский сформулировал принцип «бизнесмены не должны идти в политику, они должны влиять на чиновников через другие каналы», и Коломойский и Боголюбов его поддерживали. Хотя Мартынов в 1996 году был избран депутатом Днепропетровского областного совета.
По признанию Коломойского, он лично потратил до пяти миллионов долларов на поддержку Оранжевой революции и до 40 миллионов долларов на две избирательные кампании «Нашей Украины» 2006 и 2007 годов, а также поддерживал ряд других проектов. В то же время, по его словам, Мартынов — «глубоко аполитичный человек», а Боголюбов является категорическим противником участия в политической жизни. Мартынов всё же присутствовал в избирательном списке Селянской партии на выборах 2006 года. Коломойскому в 2006 году Янукович предлагал войти в список Партии регионов, но он отказался. Коломойский с марта 2014 по март 2015 года занимал должность губернатора Днепропетровской области.